# Hydraena rugosa
Hydraena rugosa är en skalbaggsart som beskrevs av Étienne Mulsant 1844. Hydraena rugosa ingår i släktet Hydraena och familjen vattenbrynsbaggar. Inga underarter finns listade i Catalogue of Life.